# 11092 Iwakisan
11092 Iwakisan (1994 ED) là một tiểu hành tinh vành đai chính được phát hiện ngày 4 tháng 3 năm 1994 bởi T. Kobayashi ở Oizumi.